# Ranchera
Die Ranchera (von rancho: Ranch, Farm) ist ein traditionelles Genre mexikanischer Musik. Eng verbunden mit den Mariachi-Gruppen, die sich in Jalisco nach der mexikanischen Revolution entwickelten, werden Rancheras auch heute noch von Norteño-, Banda- und Duranguense-Gruppen gespielt. Traditionelle ländliche Folklore aufgreifend, symbolisierte die Ranchera den Nationalgeist in Reaktion auf die aristokratische Epoche. Der vermutlich bekannteste Vertreter der Ranchera war der mexikanische Musiker Vicente Fernández.
Traditionelle Rancheras handeln von Liebe, Patriotismus oder Natur. Der Rhythmus kann in 3/4-, 2/4- oder 4/4-Takte gegliedert sein, was dem jeweiligen Rhythmus des Walzers, der Polka oder des Bolero entspricht. Lieder sind im Allgemeinen in Dur verfasst und bestehen aus einer instrumentalen Einleitung, Strophen und Refrain, wobei instrumentale Abschnitte die Strophen wiederholen, welche mit einem betonten Schluss gekennzeichnet werden. Zu den verwendeten Instrumenten zählen Gitarren, Geigen, Trompeten und/oder Akkordeons.

## Aufbau
Das normale musikalische Muster von Rancheras ist a/b/a/b. Rancheras beginnen mit einer Instrumentaleinleitung (a), gefolgt von einem Gesangsteil (b), unterbrochen von instrumentalen Ausschmückungen, die in den Zeilen eingeschoben werden. Die Instrumente wiederholen dann dieses Thema, woraufhin der Gesangstext entweder wiederholt oder mit neuen Wörtern angefangen wird. Ebenfalls verwendet wird die Form a/b/a/b/c/b, bei der die Einleitung (a) gespielt wird, gefolgt von der Strophe (b). Diese Form wird wiederholt und ein Refrain (c) wird hinzugefügt und mit dem Vers beendet.

## Bekannte Komponisten und Interpreten
Zu den bekanntesten Ranchera-Komponisten zählen Felipe Valdés Leal und Cuco Sánchez sowie der wie dieser ebenfalls singende José Alfredo Jiménez, der viele der bekanntesten Rancheras komponierte und mit seinen mehr als 1000 verfassten Liedern als einer der produktivsten Liedermacher in der Geschichte dieser mexikanischen Country-Musiktradition gilt. Die bedeutendsten Ranchera-Sänger, die nicht selten auch Schauspieler, teils auch Komponisten waren, sind Javier Solís, Antonio Aguilar, Pedro Infante, Jorge Negrete, Lola Beltrán, Luis Pérez Meza, Vicente Fernández, Miguel Aceves Mejía, Lucha Reyes, Pepe Aguilar, Chavela Vargas, Francisco “El Charro” Avitia, Lucha Villa, die Brüder Juan und David Záizar, Amalia Mendoza, Alejandro Fernández und Tito Guízar.
Ein anderer, ebenfalls eng verwandter Musikstil ist der Corrido, welcher oft von in der gleichen Besetzung wie die Rancheras gespielt wird. Der Corrido ist jedoch dazu geeignet, epische Geschichten von Helden und ihren Widersachern zu transportieren, während Rancheras nicht notwendigerweise heroische Balladen darstellen und auch mehr im Tempo variieren. Zwei hervorstechende Ausnahmen aus dieser Regel sind die Lieder 'Corrido de Chihuahua' und der 'Corrido de Monterrey', welche trotz ihres Namens als Rancheras einzustufen sind. Ihre Liedtexte befassen sich auf patriotische Weise mit den mexikanischen Bundesstaaten Chihuahua und Nuevo León.

## Herkunft des Begriffs
Das Wort Ranchera wurde abgeleitet aus dem Wort Rancho, weil die Lieder ihren Ursprung auf den Ranches im ländlichen Mexiko fanden. Rancheras, die von den Norteño-Gruppen oder Conjuntos des nördlichen Mexikos und der südwestlichen USA stammen, werden teilweise als Norteños bezeichnet, hergeleitet von dem spanischen Wort für nördlich.

## Bekannte Rancheras
- Amanecí en tus brazos von José Alfredo Jiménez, Javier Solís, Luis Miguel und anderen
- Ay Jalisco no te rajes von Jorge Negrete
- Camino de Guanajuato von José Alfredo Jiménez und Pedro Fernández
- Carta a Eufemia von Pedro Infante
- Cien años von Pedro Infante
- Corazón, corazón von Lola Beltrán und Lucha Villa
- Corrido de Chihuahua von Lucha Villa und Antonio Aguilar
- Corrido de Monterrey von Vicente Fernández
- Cuatro caminos von José Alfredo Jiménez und Lola Beltran
- Cu-cu-rru-cu-cu paloma von Lola Beltrán
- De que manera te olvido von Vicente Fernández
- El crucifijo de piedra von Miguel Aceves Mejía
- Ella von José Alfredo Jiménez, Pedro Fernández, Vicente Fernández und anderen
- El pastor von Miguel Aceves Mejía
- El rey von José Alfredo Jiménez
- El siete mares von José Alfredo Jiménez
- Estos celos von Vicente Fernández
- La puerta negra von Antonio Aguilar
- La cruz de olvido von Alvaro Torres
- Media vuelta von Javier Solís
- Mexico lindo y querido von Jorge Negrete
- Noches eternas von Vicente Fernández
- Pa' todo el año von José Alfredo Jiménez, Pedro Fernández, Vicente Fernández und anderen
- Payaso von Javier Solís
- Poco a poco von Javier Solís
- Por tu maldito amor von Vicente Fernández
- Por una mujer casada von David Zaizar
- Si nos dejan von José Alfredo Jiménez, Lola Beltrán, Vikki Carr und anderen
- Sombras von Javier Solís
- Un puño de tierra von Antonio Aguilar
- Volver volver von Vicente Fernández

## BekannteRanchera-Sänger
- Miguel Aceves Mejía
- Antonio Aguilar
- Pepe Aguilar
- Lola Beltrán
- Alejandro Fernández
- Pedro Fernández
- Vicente Fernández
- Pedro Infante
- José Alfredo Jiménez
- Jorge Negrete
- Lucha Reyes
- Cuco Sanchez
- Javier Solís
- Chavela Vargas
- Lucha Villa
- David Zaizar
- Flaco Jiménez